# Proserpinaster euryactis
Proserpinaster euryactis is een kamster uit de familie Astropectinidae.
De wetenschappelijke naam van de soort werd, als Persephonaster euryactis, in 1913 gepubliceerd door Walter Kenrick Fisher.